# Діти як діти
«Діти як діти» (рос. «Дети как дети») — російський радянський художній фільм 1978 року режисера Аян Шахмалієвої. Мелодрама.

## Сюжет
Ігор — батько Олі — чотири роки тому покохав іншу жінку, Тетяну, і пішов від дружини. У Тетяни є син Діма, якого Ігор усиновляє. І ось одного разу Ігор не може зустріти Олю, щоб повести її в «Пенати», і посилає замість себе Діму. Діти знайомляться. Виникає парадокс. Оля ненавидить Діму і його мати, він же налаштований дружелюбно. Дітям належить перейти грань любові і ненависті.

## У ролях
- Маргарита Сергєєчева —  Оля
- Микита Михайловський —  Діма
- Олександр Калягін —  Ігор Володимирович, хірург, батько Олі
- Маргарита Терехова —  Віра, мати Олі
- Ада Роговцева —  Тетяна, мати Діми
- Любов Соколова —  Єлизавета Петрівна, бабуся Олі
- Анатолій Кузнєцов —  Сергій Андрійович Колобов, знайомий Віри

## Знімальна група
- Автор сценарію —  Юліу Едліс
- Режисер —  Аян Шахмалієва
- Оператор —  Микола Строганов
- Художник —  Марксен Гаухман-Свердлов
- Композитор —  Борис Тищенко
- Звукооператор — Костянтин Лашков